# Mont Ena
Le mont Ena (恵那山, Ena-san) est une montagne des monts Kiso dans la région du Chūbu au Japon.

## Géographie
Culminant à 2 191 m d'altitude, le mont Ena est situé à la limite entre Nakatsugawa dans la préfecture de Gifu et Achi dans la préfecture de Nagano. Il fait partie des 100 montagnes célèbres du Japon. Les monts Kiso constituent les Alpes centrales des pittoresques Alpes japonaises situées au centre de Honshū.

## Ascensions

### Itinéraires de randonnées
Quatre itinéraires de randonnée mènent au sommet du mont Ena : 
- route Kuroisawa (黒井沢ルート) ;
- route du col de Misaka (神坂峠ルート) ;
- route Hirogawara (広河原ルート) ;
- route Maemiya (前宮ルート).

### Vue du sommet
La chaîne des Alpes japonaises, le mont Ontake, le mont Haku et une partie du mont Fuji sont visibles du sommet du mont Ena.
|                                  |                                     |
| Les monts Kiso, Alpes centrales. | Le mont Ontake et le mont Norikura. |